# Aberdeen (Mississippi)
Aberdeen is een plaats (city) in de Amerikaanse staat Mississippi, en valt bestuurlijk gezien onder Monroe County.

## Demografie
Bij de volkstelling in 2000 werd het aantal inwoners vastgesteld op 6415.
In 2006 is het aantal inwoners door het United States Census Bureau geschat op 6172, een daling van 243 (-3,8%).

## Geografie
Volgens het United States Census Bureau beslaat de plaats een oppervlakte van
28,3 km², waarvan 27,7 km² land en 0,6 km² water. Aberdeen ligt op ongeveer 70 m boven zeeniveau.

## Plaatsen in de nabije omgeving
De onderstaande figuur toont nabijgelegen plaatsen in een straal van 28 km rond Aberdeen.